# Skjød
Skjød is een plaats in de Deense regio Midden-Jutland, gemeente Favrskov, en telt 260 inwoners (2007).